# 퇴사는 선택, 창업은 필수
《퇴사는 선택, 창업은 필수》(중국어 간체자: 她们创业的那些鸟事, 정체자: 她們創業的那些鳥事, 병음: Tā men chuàng yè dì nà xiē niǎo shì 타먼촹예더나셰냐오스[*], 한자음: 타문창업적나사조사, The Arc of Life 디 아크 오브 라이브[*])는 2021년 방송되었던 타이완의 텔레비전 드라마이다.

## 줄거리
- 실력 좋은 인테리어 디자이너지만 사내정치, 클라이언트 처세는 젬병인 '샤즈', 가족의 그늘을 벗어나 자신의 이름을 건 브랜드를 만들고 싶은 '궁예샤오냐오', 인포데스크 직원으로 오해도 많이 받지만 특유의 싹싹함과 임기응변을 가진 '린메이지'! 이런저런 일들을 통해 서로의 가능성을 알아 본 세 여자는 큰 포부를 안고 본인들의 잔고는 물론 부모님 쌈짓돈까지 '영끌'해 회사를 창업하지만 첫 프로젝트부터 어그러지고 마는데... '자아실현'을 꿈꾸는 그녀들의 '젠장'할 창업 이야기가 펼쳐진다!

## 등장 인물
- 천이한 - 샤즈 (夏芷) 역
- 린신루 - 궁예샤오냐오 (公冶小蔦) 역
- 젠만수 - 린메이지 (林美季) 역
- 구택 - 정이난 (鄭義男) 역
- 왕유승 - 위룽제 (庾龍玠) 역
- 린저시 (林哲熹) - 린촨샹 (藺川想) 역
- 커유룬 (柯有倫) - (江武樹) 역